# Stangesemidalis subandina
Stangesemidalis subandina là một loài côn trùng trong họ Coniopterygidae thuộc bộ Neuroptera. Loài này được Gonzalez Olazo miêu tả năm 1985.